# Robin Jacobsson (fotbollsspelare)
Ted Robin Jacobsson, född 28 mars 1990 i Ystad, är en svensk fotbollsspelare som spelar för Österlen FF.

## Karriär
Jacobssons moderklubb är Ystads IF, men som 15-åring gick han till Öja FF. Mellan 2008 och 2011 tillhörde han Trelleborgs FF, där han spelade fyra allsvenska matcher under säsongen 2010. Därefter spelade han för BW 90. 
Under sommaren 2014 återvände han till Trelleborgs FF. Efter säsongen 2015 förlängde han kontraktet med två år. Efter säsongen 2017 lämnade han klubben.
Den 30 mars 2018 värvades Jacobsson av Assyriska FF, där han skrev på ett ettårskontrakt. I december 2018 gick Jacobsson till division 2-klubben Österlen FF.

## Karriärstatistik
| Klubb              | Säsong             | Liga                      | Liga    | Liga | Svenska cupen | Svenska cupen | Övrigt  | Övrigt | Totalt  | Totalt |
| Klubb              | Säsong             | Division                  | Matcher | Mål  | Matcher       | Mål           | Matcher | Mål    | Matcher | Mål    |
| ------------------ | ------------------ | ------------------------- | ------- | ---- | ------------- | ------------- | ------- | ------ | ------- | ------ |
| Trelleborgs FF     | 2010               | Allsvenskan               | 4       | 0    | 0             | 0             | —       | —      | 4       | 0      |
| Trelleborgs FF     | 2011               | Allsvenskan               | 0       | 0    | 0             | 0             | —       | —      | 0       | 0      |
| Trelleborgs FF     | Totalt             | Totalt                    | 4       | 0    | 0             | 0             | —       | —      | 4       | 0      |
| BW 90              | 2012               | Division 3 Södra Götaland | 18      | 12   | 0             | 0             | —       | —      | 18      | 12     |
| BW 90              | 2013               | Division 2 Södra Götaland | 22      | 4    | 0             | 0             | —       | —      | 22      | 4      |
| BW 90              | 2014               | Division 2 Östra Götaland | 17      | 1    | 0             | 0             | —       | —      | 17      | 1      |
| BW 90              | Totalt             | Totalt                    | 57      | 17   | 0             | 0             | —       | —      | 57      | 17     |
| Trelleborgs FF     | 2014               | Division 1 Södra          | 12      | 1    | 0             | 0             | —       | —      | 12      | 1      |
| Trelleborgs FF     | 2015               | Division 1 Södra          | 23      | 0    | 2             | 0             | —       | —      | 25      | 0      |
| Trelleborgs FF     | 2016               | Superettan                | 29      | 0    | 1             | 0             | —       | —      | 30      | 0      |
| Trelleborgs FF     | 2017               | Superettan                | 19      | 0    | 5             | 0             | 1       | 0      | 25      | 0      |
| Trelleborgs FF     | Totalt             | Totalt                    | 83      | 1    | 8             | 0             | 1       | 0      | 92      | 1      |
| Assyriska FF       | 2018               | Division 1 Norra          | 23      | 1    | 0             | 0             | —       | —      | 23      | 1      |
| Österlen FF        | 2019               | Division 2 Östra Götaland | 24      | 8    | 0             | 0             | —       | —      | 24      | 8      |
| Österlen FF        | 2020               | Division 2 Östra Götaland | 12      | 0    | 0             | 0             | —       | —      | 12      | 0      |
| Österlen FF        | 2021               | Division 1 Södra          | 22      | 0    | 2             | 0             | —       | —      | 24      | 0      |
| Österlen FF        | 2022               | Division 2 Södra Götaland | 20      | 1    | 2             | 0             | —       | —      | 22      | 1      |
| Österlen FF        | 2023               | Division 2 Södra Götaland | 22      | 0    | 0             | 0             | —       | —      | 22      | 0      |
| Österlen FF        | 2024               | Division 2 Södra Götaland | 0       | 0    | 0             | 0             | —       | —      | 0       | 0      |
| Österlen FF        | Totalt             | Totalt                    | 100     | 9    | 4             | 0             | —       | —      | 104     | 9      |
| Totalt i karriären | Totalt i karriären | Totalt i karriären        | 267     | 28   | 12            | 0             | 1       | 0      | 280     | 28     |

1. ↑  Uppflyttningskvalmatch mot Jönköpings Södra.'"`UNIQ--ref-00000006-QINU`"'